# 11905 Giacometti
11905 Giacometti este o planetă minoră (asteroid) din centura de asteroizi. A fost descoperită pe 6 noiembrie 1991 la Observatorul European Austral de Eric Walter Elst și a fost numită după Alberto Giacometti. 
Obiectul prezintă o orbită caracterizată de o semiaxă mare de 2,5625657 UAi, o excentricitate de 0,16, o înclinație de 13,28664 ° în raport cu ecliptica.